# Abrest
Abrest (en auvernés Abrèt)[cita requerida] es una comuna francesa situada en el departamento de Allier, de la región de Auvernia-Ródano-Alpes.
Los habitantes se llaman Abrestois.

## Geografía
Está ubicada a 4 km al sur de Vichy, en la orilla derecha del río Allier.

## Demografía
| Gráfica de evolución demográfica de Abrest entre 2006 y 2018 |
|                                                              |

Fuentes: INSEE.

## Sitios y monumentos
- Castillo de Chaussin gótico del siglo XV.
- Castillo de Quinssat del siglo XVII.
- La iglesia, antigua parroquia de la diócesis de Clermont, siglo XIII, fortificada en el siglo XVI.
- Parque Floral y Arbolado de la Chènevière